# Kärmesaari (ö i Södra Karelen)
Kärmesaari är en ö i Finland. Den ligger i sjön Hiidenjärvi och i kommunen Rautjärvi i den ekonomiska regionen  Imatra ekonomiska region  och landskapet Södra Karelen, i den sydöstra delen av landet, 260 km nordost om huvudstaden Helsingfors. Öns area är 0,2 hektar och dess största längd är 90 meter i nord-sydlig riktning.